# 폭탄

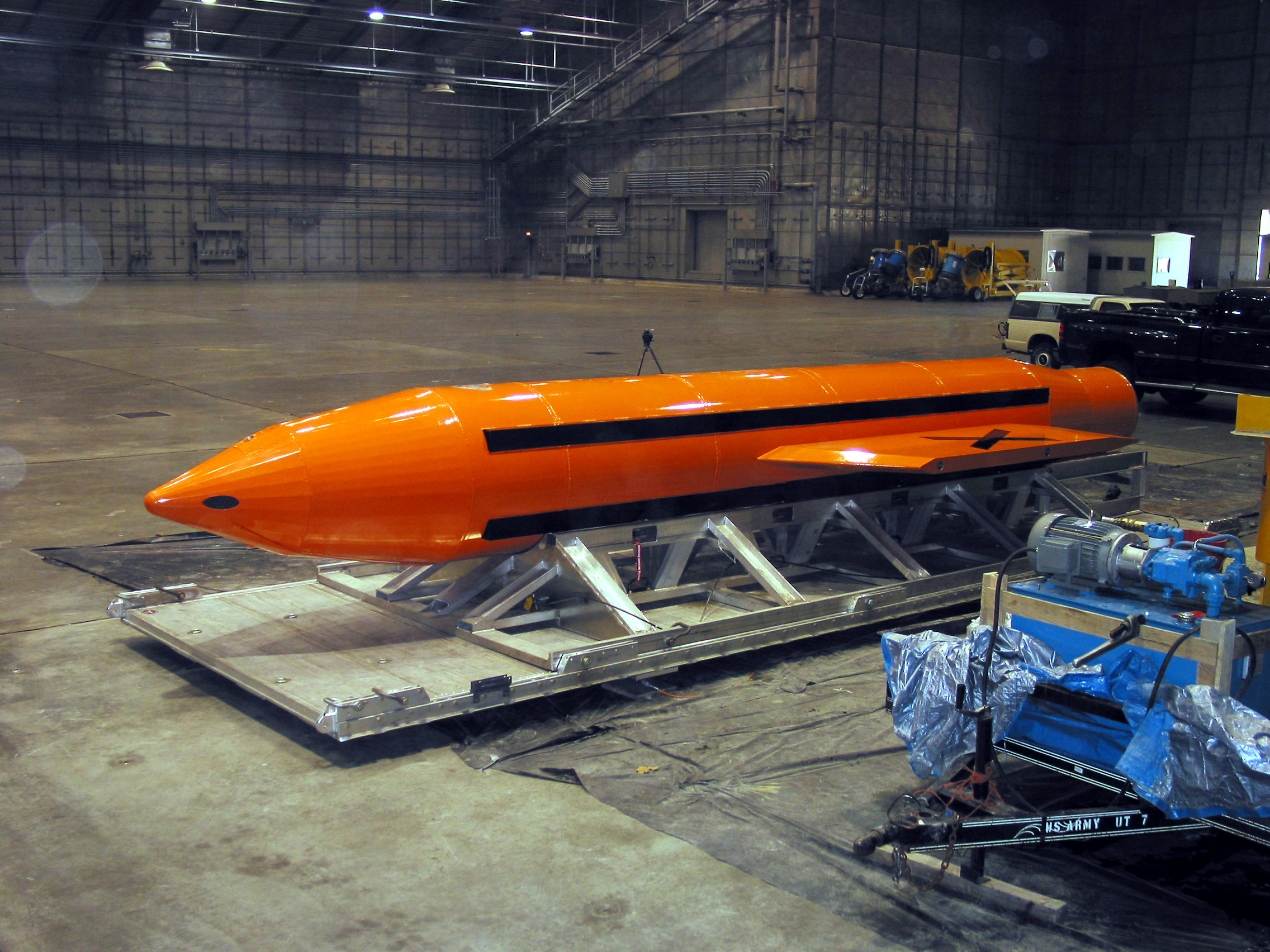
대형공중투하탄 MOAB의 모습.

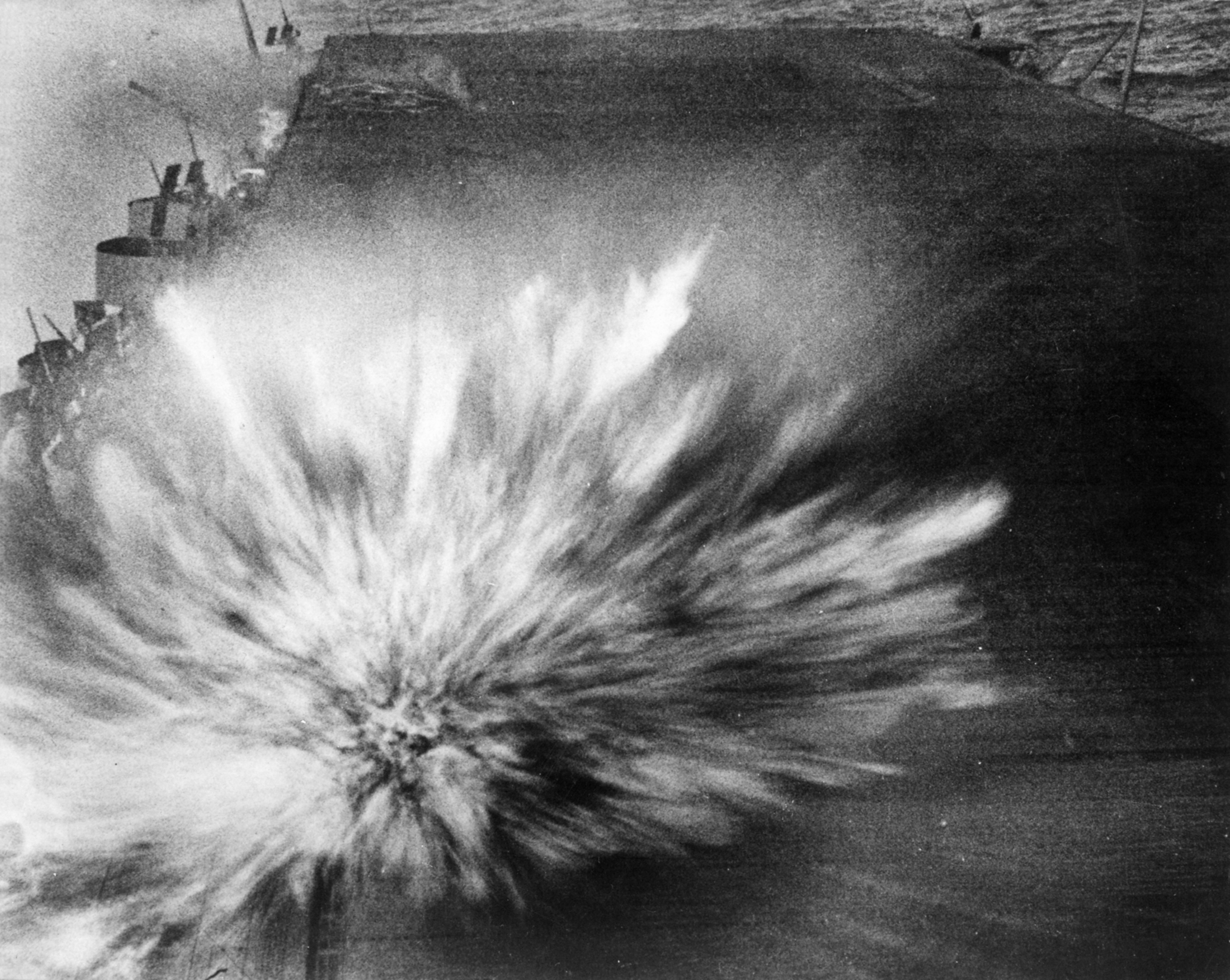
폭발하는 폭탄

폭탄(爆彈, 영어: bomb)은 화약 등의 물질이 급속히 폭발할 때 발생하는 에너지를 이용하여 목표물을 파괴하는 무기이다. 폭발이 일어나면 매우 강력한 충격파가 발생하여 목표물을 파괴한다. 또한 폭발을 일으키는 물질에 따라 TNT 폭탄, 핵폭탄 등으로 구분하기도 한다. 폭탄은 폭발성 물질의 발열 반응을 이용해 극도로 갑작스럽고 폭력적인 에너지 방출을 제공하는 폭발성 무기이다. 폭발은 주로 지상 및 대기로 전달되는 기계적 응력, 압력 구동 발사체의 충격 및 관통, 압력 손상 및 폭발로 인한 효과를 통해 피해를 입힌다. 폭탄은 동아시아를 시작으로 11세기부터 활용되어 왔다.

## 열
폭발로 인한 갑작스러운 열 방출로 인해 열파가 생성된다. 군용 폭탄 테스트에서는 최대 2,480°C(4,500°F)의 온도가 기록되었다. 심각한 화상부터 치명적인 화상을 입히고 2차 화재를 일으킬 수 있는 반면, 열파 효과는 충격 및 파편화에 비해 범위가 매우 제한된 것으로 간주된다. 그러나 이 규칙은 음의 충격파 효과와 극한의 온도를 결합하여 폭발 반경 내의 물체를 소각하는 열압력 무기의 군사적 개발로 인해 도전을 받았다.

## 분류
- 자유 낙하 폭탄(범용 폭탄)
- 레이저 유도 활강 폭탄
- 레이저 유도 폭탄
- 정밀 유도 폭탄/합동직격탄(통합직격탄)
- 열폭풍폭탄
- 확산탄(스마트 클러스터 폭탄)
- 기화폭탄
- 중성자탄
- 수소폭탄
- 진공폭탄
- 원자폭탄, 핵무기
- 반물질폭탄

## 종류
- 유도 폭탄
- 재래식 폭탄(비유도 폭탄)
- 핵폭탄
- 반물질 폭탄
- 시한폭탄
- C4

## 같이 보기
- 폭발물
- 레이저유도폭탄
- TM 31-210 임시 군수품 안내서